# Bayerische Zwergdeckelschnecke
Die Bayerische Zwergdeckelschnecke (Sadleriana bavarica) ist eine endemisch nur in München vorkommende Art der in Süßwasser lebenden Zwergdeckelschnecken.

## Beschreibung

### Äußere Merkmale
Die Bayerische Zwergdeckelschnecke ist nur etwa zwei bis vier Millimeter groß. Sie trägt ein dickwandiges, gedrückt konisches, braunes Gehäuse, das zwischen drei bis vier Millimeter in der Höhe und drei bis 3½ Millimeter in der Breite misst. Es weist 3½ bis vier rasch zunehmende Windungen auf. Der Nabel ist offen und gekerbt. Die Spindel öffnet sich unterhalb des Nabels. Sie ist als periostracumfreie, dicht rippenstreifige Rinne ausgeprägt. Die Rippenstreifen entstehen durch Zuwachsstreifen. Oft sind die Gehäuse mit Grünalgen überzogen. Mit einem  hornsteinhaltigen Deckel kann die Mündung des Gehäuses verschlossen werden. Er ist rotbraun, am Ende des Fußes auf der Oberseite befestigt und misst 1,1 bis 1,7 Millimeter.
Der Weichkörper weist eine schwarze Farbgebung auf. Davon ausgenommen sind die Fußsohle und die Basis der Fühler. Der Kopf ist deutlich vom Fuß abgesetzt. Er trägt ein Paar langer und schmaler Fühler mit einer Länge von etwa 0,6 Millimeter. Die Fühler können nicht eingezogen werden. An der Außenseite jedes Fühlers befinden sich die hervorquellenden Augen. Die Schnauze ist vergleichsweise lang, beweglich und kann ausgestreckt werden. Das keilförmig verbreiterte Propodium enthält eine ausgeprägte Propodialdrüse.

### Mantelhöhle
Die Mantelhöhle der Bayerischen Zwergdeckelschnecke umfasst ungefähr den bis zur Hälfte der ersten Windung reichenden Raum, wobei nach hinten eine zunehmende Verengung festzustellen ist.
In der Mantelhöhle befindet sich auf der linken Seite ein einzelner einseitig gekämmter (monopectinat) Kammkiemen, der aus acht Kiemenblättchen mit einer Länge von je etwa 0,2 Millimeter gebildet ist. Die Kammkiemen weisen in der Beschreibung von Boeters 15 Lamellen auf, Koller et al. stellten in ihren Untersuchungen acht Lamellen fest, was sie auf innerartliche Abweichungen zurückführten. Hinter dem Kiemen liegt eine ausgeprägt entwickelte, halbrunde Manteldrüse. Die Anusöffnung liegt in der rechten Ecke der Mantelhöhle. Das als Furche ausgeprägte, halbmondförmige Osphradium ist bewimpert.
Auf der linken Seite der Mantelhöhle befindet sich die Niere. Sie misst 1,8 Millimeter in der Länge und 0,43 Millimeter in der Breite. An ihrer Hinterseite ist die Niere mit einem dünnwandigen Pericardium verbunden, das ein Herz mit zwei Kammern umgibt.

### Verdauungssystem
Das Verdauungssystem besteht aus einem kurzen, jedoch breiten Rachen, an den sich eine ebenfalls kurze Speiseröhre anschließt. Sie leitet in den Magen ein. Die Magenwand ist relativ dick und muskulös. Eine gut entwickelte Mitteldarmdrüse ist mit dem Magen verbunden. Der bewimperte Darm nimmt seinen Ausgang beim Magen und endet auf der rechten Seite der Mantelhöhle. Er besitzt eine einzige Windung, die etwa 2½ Millimeter lang und mit 0,2 Millimeter Breite relativ dick ist.
Die relativ lange Raspelzunge wird etwa einen Millimeter lang. Sie liegt zwischen zwei unteren knorpeligen Polstern und einem kleineren oberen Knorpel. Ihre Form ist der eines Fragezeichen ähnlich. Sie ist mit ungefähr sechzig Reihen dunkelblauer gefleckter Zähne bestückt.

### Fortpflanzungsorgane
Die Bayerische Zwergdeckelschnecke ist eine getrenntgeschlechtliche Art, ein Merkmal, das sie mit anderen Vertretern der Überordnung der Caenogastropoda teilt. Weibliche und männliche Exemplare weisen nach der Geschlechtsreife stark ausgeprägte Keimdrüsen auf. Sie befinden sich an den oberen Windungen des Gehäuses.
Gemäß der Beschreibung von Boeters entwickeln weibliche Vertreter der Art eine Begattungstasche (Bursa copulatrix) und zwei Spermavorratstaschen (Receptaculum seminis). Im Unterschied zu Arten der gleichen Gattung, bei denen die Spermavorratstaschen ungefähr gleich lang sind, stellte Boeters die unterschiedliche Länge der zwei Spermavorratstaschen bei der Bayerischen Zwergdeckelschnecke heraus.
Die männlichen Fortpflanzungsorgane umfassen eine Keimdrüse, eine Prostata sowie einen Penis. Die weiträumige Keimdrüse ist schwach gewunden und überlagert die Mitteldarmdrüse. Zur Ableitung der Geschlechtsprodukte dient ein Ausführkanal, der fachsprachlich als Gonodukt bezeichnet wird. Bei den männlichen Exemplaren beginnt der dünnwandige Gonodukt bei den Keimdrüsen und mündet dann in das hintere Ende der nierenförmigen, etwa 0,49 Millimeter langen und 0,23 Millimeter breiten Prostata. Die Beschreibung des ungefähr einen Millimeter langen Penis' differiert zwischen den Autoren. Boeters gibt als Ergebnis seiner Sezierung einen glatten, flachen und distal gerundeten Penis an, Koller et al. beschreiben in ihrer 3-D-Rekonstruktion einen zur Spitze hin verschmälerten Penis, der regelmäßige Falten aufweist.

## Verbreitung und Lebensraum

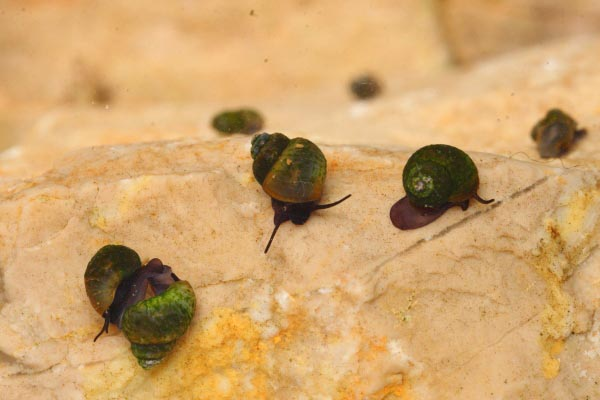
Gruppe von Bayerischen Zwergdeckelschnecken auf einem Stein

Die endemische Art wurde bisher nur an einem einzigen Bachlauf in München nachgewiesen. Dieser Bach speist sich aus einer kleinen Grundwasserquelle und mündet dann nach etwa drei Kilometern in die Isar. Sein Wasser ist relativ kühl. Im Münchner Norden hatte die Riß-Kaltzeit vor 130.000 bis 300.000 Jahren Moränenhügel hinterlassen. Diese Hügel wurden während der darauffolgenden Würm-Kaltzeit nicht durch neue, würmkaltzeitliche Moränen umgestaltet, wie dies in nahe gelegenen, vergleichbaren Gebieten südlich davon der Fall war. Man könnte daher annehmen, dass die Bayerische Zwergdeckelschnecke und ihr Habitat ein Relikt aus der Riß-Eiszeit sind.
Alle anderen Arten der Gattung Sadleriana sind südlich des Alpenhauptkammes vor allem in Slowenien und Kroatien beheimatet. Die Art könnte daher auch später eingeschleppt worden sein. Dies lässt sich nach Stresemann noch nicht abschließend beantworten.
Besonders häufig wurde Sadleriana bavarica in Quellnähe an seichten Wasserstellen von 10 bis 40 Zentimetern Tiefe angetroffen. Dort verweilt sie tagsüber gerne an Steinen und auf Treibholz, die mit einem Biofilm von Grün- und Kieselalgen überzogen sind. Kieselalgen dienen der Art u. a. als Nahrung. Exemplare beider Geschlechter konnten in Vergesellschaftung mit anderen Arten aus der Familie der Wasserdeckelschnecken beobachtet werden.
Die Bayerische Zwergdeckelschnecke gilt als standorttreu. Bei Vernichtung des Lebensraums und aufgrund des sehr begrenzten Verbreitungsgebietes wird eine Neuansiedelung von Boeters ausgeschlossen. Gefährdungen der Vorkommen gehen insbesondere von der  globalen Erwärmung aus, da der Art Hitze und Trockenheit abträglich sind.
Gerhard Haszprunar, Direktor der Zoologischen Staatssammlung München, spricht sich für eine Geheimhaltung der genauen Fundorte der Bayerischen Zwergdeckelschnecke aus. Er befürchtet ansonsten Abräumung durch Sammler und Händler mit kommerziellen Absichten sowie Beeinträchtigung des Lebensraums durch zu viele Besucher.

## Systematik und Entdeckungsgeschichte
Die Bayerische Zwergdeckelschnecke (Sadleriana bavarica Boeters) wird aktuell zur Gattung Sadleriana (Zwergdeckelschnecken) Clessin, 1890 in der Unterfamilie Horatiinae D. W. Taylor, 1966 innerhalb der Familie Hydrobiidae (Wasserdeckelschnecken) Stimpson, 1865 zugeordnet. Sie wurde früher der Unterfamilie Belgrandiinae de Stefani, 1877 zugeordnet.
Die Schneckenart wurde in den 1980er Jahren von dem Biologen Werner Colling entdeckt und 1989 von dem Chemiker Hans D. Boeters erstbeschrieben. Ursprünglich wurde die Art von Colling 1986 als isolierte Population von Sadleriana fluminensis Küster, eine Art, die gewöhnlich in den südlichen Alpen Sloweniens vorkommt, aufgefasst und bestimmt. Analysen von Boeters zeigten, dass Unterschiede im Gehäuse und im männlichen und weiblichen Genitalsystem vorlagen. Diese Unterschiede konnten nicht in allen nachfolgenden Studien verifiziert werden. Auf Grund von Studien bezüglich der K2P-Distanz hinsichtlich des COI-Gens und der LSU-r-RNA (2004) führte M. Szarowska Sadleriana bavarica und Sadleriana fluminensis als Schwestergruppen. Die Frage, ob es sich bei S. bavarica um ein eigenständiges Taxon oder doch nur um eine isolierte Population von S. fluminensis handelt, wird in der Fachliteratur kontrovers diskutiert. So kommen Koller et al. im Kontext einer histologischen und 3D-mikroanatomischen Studie (2014) zu der Einschätzung, dass dies (noch) nicht sicher beantwortet werden kann und weiterer Forschungsbedarf besteht.
Der Holotypus wird im Senckenberg Naturmuseum in Frankfurt am Main aufbewahrt.